# سید حسن طاهری خرم‌آبادی
سید حسن طاهری خرم‌آبادی (زاده ۱ خرداد ۱۳۱۷ خرم‌آباد – درگذشته ۱۶ شهریور ۱۳۹۲) نویسنده، مجتهد، فقیه، عضو مجلس خبرگان رهبری، امام جمعه موقت تهران و عضو جامعه مدرسان حوزه علمیه قم و عضو دوره چهارم فقهای شورای نگهبان بود.

## زندگی
طاهری خرم‌آبادی تحصیلات ابتدایی خود را در قم طی کرد و سپس برای ادامه تحصیلات راهی حوزه علمیه قم شد. او حاشیه ملاعبدالله را نزد اکبرهاشمی رفسنجانی، معالم الاصول و مطول را نزد حسین شب‌زنده‌دار جهرمی، لمعه را نزد حسین جزایری و باقری کنی و ستوده، رسائل شیخ انصاری را نزد ناصرمکارم شیرازی، حسین شب‌زنده‌دار جهرمی، علی مشکینی و سبحانی فرا گرفت و برای آموختن مکاسب محرمه با سیدعلی محقق‌ داماد به مباحثه پرداخت کتاب بیع را نیز نزد خزعلی فرا گرفت و کفایةالاصول را نیز در محضر عبدالجواد اصفهانی و سیدمحمد باقرسلطانی طباطبایی آموخت و بعد برای تحصیل درس خارج، به درس سید حسین بروجردی و سید روح‌الله خمینی رفت و فلسفه را از سید محمد حسین طباطبایی آموخت.
طاهری خرم‌آبادی، در سال ۱۳۵۶ به عضویت رسمی جامعه مدرسان حوزه علمیه قم درآمد و تا زمان وفات در حوزه علمیه قم مشغول تدریس بود.
عضویت در مجلس خبرگان قانون اساسی به نمایندگی از مردم لرستان، عضویت در جامعه مدرسان حوزه علمیه قم، نمایندگی خمینی در امور حج و زائران بیت‌الله الحرام، نمایندگی خمینی در سپاه پاسداران انقلاب اسلامی در سال ۱۳۶۰، نمایندگی خمینی در پاکستان، عضویت در مجلس خبرگان رهبری و عضویت در هیئت رئیسه آن، امامت جمعه موقت تهران با حکم سید علی خامنه‌ای و… از جمله مسئولیت‌های وی بود.
سید حسن طاهری پس از مدتی بیماری، صبح روز شنبه ۱۶ شهریور ۱۳۹۲ در بیمارستان شهید بهشتی قم از دنیا رفت.

## تالیفات
۱ـ رسالة فی صله الرحم و قطعیتها

۲ـ رسالة فی مقدار المهر

۳ـ مسألة ولایة الفقیه فی کلام الشیخ الانصاری

۴ـ اسلام و مسائل اجتماعی

۵ـ ولایت فقیه و حاکمیت ملت

۶ـ جهاد در قرآن

۷ـ رساله‌ای در عموم حجیت بینه

۸- پاسخ به شبهات وهابیت
۹- ولایت و رهبری در اسلام